# Eriopyga ropilla
Eriopyga ropilla är en fjärilsart som beskrevs av Paul Dognin 1897. Eriopyga ropilla ingår i släktet Eriopyga och familjen nattflyn. Inga underarter finns listade i Catalogue of Life.